# Grete Ingeborg Nykkelmo
Grete Ingeborg Nykkelmo (Trondheim, 25 de diciembre de 1961) es una deportista noruega que compitió en biatlón y esquí de fondo, Ganó cuatro medallas en el Campeonato Mundial de Biatlón, en los años 1990 y 1991, y cuatro medallas en el Campeonato Mundial de Esquí Nórdico de 1985.
Está casada con el esquiador Vegard Ulvang.

## Palmarés internacional

### Biatlón
| Campeonato Mundial | Campeonato Mundial | Campeonato Mundial | Campeonato Mundial |
| Año                | Lugar              | Medalla            | Prueba             |
| ------------------ | ------------------ | ------------------ | ------------------ |
| 1990               | Oslo (Noruega)     | Medalla de plata   | Relevos            |
| 1991               | Lahti (Finlandia)  | Medalla de oro     | Velocidad          |
| 1991               | Lahti (Finlandia)  | Medalla de plata   | Individual         |
| 1991               | Lahti (Finlandia)  | Medalla de plata   | Relevos            |

### Esquí de fondo
| Campeonato Mundial | Campeonato Mundial | Campeonato Mundial | Campeonato Mundial |
| Año                | Lugar              | Medalla            | Prueba             |
| ------------------ | ------------------ | ------------------ | ------------------ |
| 1985               | Seefeld (Austria)  | Medalla de oro     | 20 km              |
| 1985               | Seefeld (Austria)  | Medalla de plata   | 4 × 5 km           |
| 1985               | Seefeld (Austria)  | Medalla de bronce  | 5 km               |
| 1985               | Seefeld (Austria)  | Medalla de bronce  | 10 km              |